# 4月13日 (旧暦)
旧暦4月13日は旧暦4月の13日目である。六曜は仏滅である。

## できごと
- 大同4年（ユリウス暦809年5月30日） - 神野親王が即位して52代・嵯峨天皇に
- 延久元年（ユリウス暦1069年5月6日） - 治暦より延久に改元
- 貞応元年（ユリウス暦1222年5月25日） - 承久より貞応に改元
- 文応元年（ユリウス暦1260年5月24日） - 正元より文応に改元
- 文禄元年（グレゴリオ暦1592年5月24日） - 豊臣秀吉による朝鮮出兵第一陣の小西行長らが釜山に上陸。文禄の役が始まる
- 慶長17年（グレゴリオ暦1612年5月13日） - 宮本武蔵と佐々木小次郎が巌流島で決闘（『二天記』による）
- 明暦元年（グレゴリオ暦1655年5月18日） - 後西天皇の即位に伴い承応より明暦に改元
- 文化5年（1808年5月8日） - 間宮林蔵が幕命により樺太探検に出発
- 安政3年（1856年5月16日） - 幕府、築地に講武所を開設。剣術の他、洋式調練・砲術などを教授

## 誕生日
- 天保9年（グレゴリオ暦1838年5月6日） - 中岡慎太郎、尊攘派志士・陸援隊隊長（+ 1867年）

## 忌日
- 持統天皇3年（ユリウス暦689年5月7日） - 草壁皇子、天武天皇・持統天皇の皇子（* 662年）
- 慶長17年（グレゴリオ暦1612年5月13日） - 佐々木小次郎（巌流）、剣術家
- 安永5年（グレゴリオ暦1776年5月30日） - 池大雅、南画家（* 1723年）
- 文政元年（グレゴリオ暦1818年5月17日） - 伊能忠敬、測量家（* 1745年）
- 文久3年（グレゴリオ暦1863年5月30日） - 清河八郎、浪士組（新選組の前身）結成 （* 1830年）